# Anna Fries
Anna Klara Sofia Fries, född Fagerlin 17 oktober 1866 i Hjorted, Kalmar län, död 29 maj 1940 i Stockholm, var en svensk målarinna.
Hon var dotter till godsägaren Otto Gottfrid Fagerlin och Josefina Amalia Amanda Anderzon och från 1894 gift med kyrkoherden Samuel Fries. Som illustratör illustrerade hon bland annat sin makes bok Vår kärleks historia som utgavs postumt 1945 redigerad av sonen Martin Fries.  Hon vilar i en familjegrav på Norra begravningsplatsen utanför Stockholm.